# Griesen (Garmisch-Partenkirchen)
Griesen ist ein Gemeindeteil des Marktes Garmisch-Partenkirchen in der Gemarkung Garmisch. Das Dorf befindet sich loisachaufwärts an der Bundesstraße 23 nach Ehrwald kurz vor der österreichischen Grenze am Zusammenfluss von Neidernach und Loisach.
Griesen hat einen Bedarfshalt an der Außerfernbahn, der einige Bedeutung für die touristische Erschließung der Ammergauer Alpen hat. Gipfelziele von Griesen aus sind unter anderem Schellschlicht und der Doppelgipfel Frieder und Friederspitz; Überschreitungen sind möglich zum Plansee, nach Graswang, über den Felderkopf nach Ettal und über den Kramerspitz nach Garmisch.
Am nordwestlichen Ortsrand befindet sich eine Mariä-Heimsuchungs-Kapelle.

Bahnhof Griesen (Oberbay)
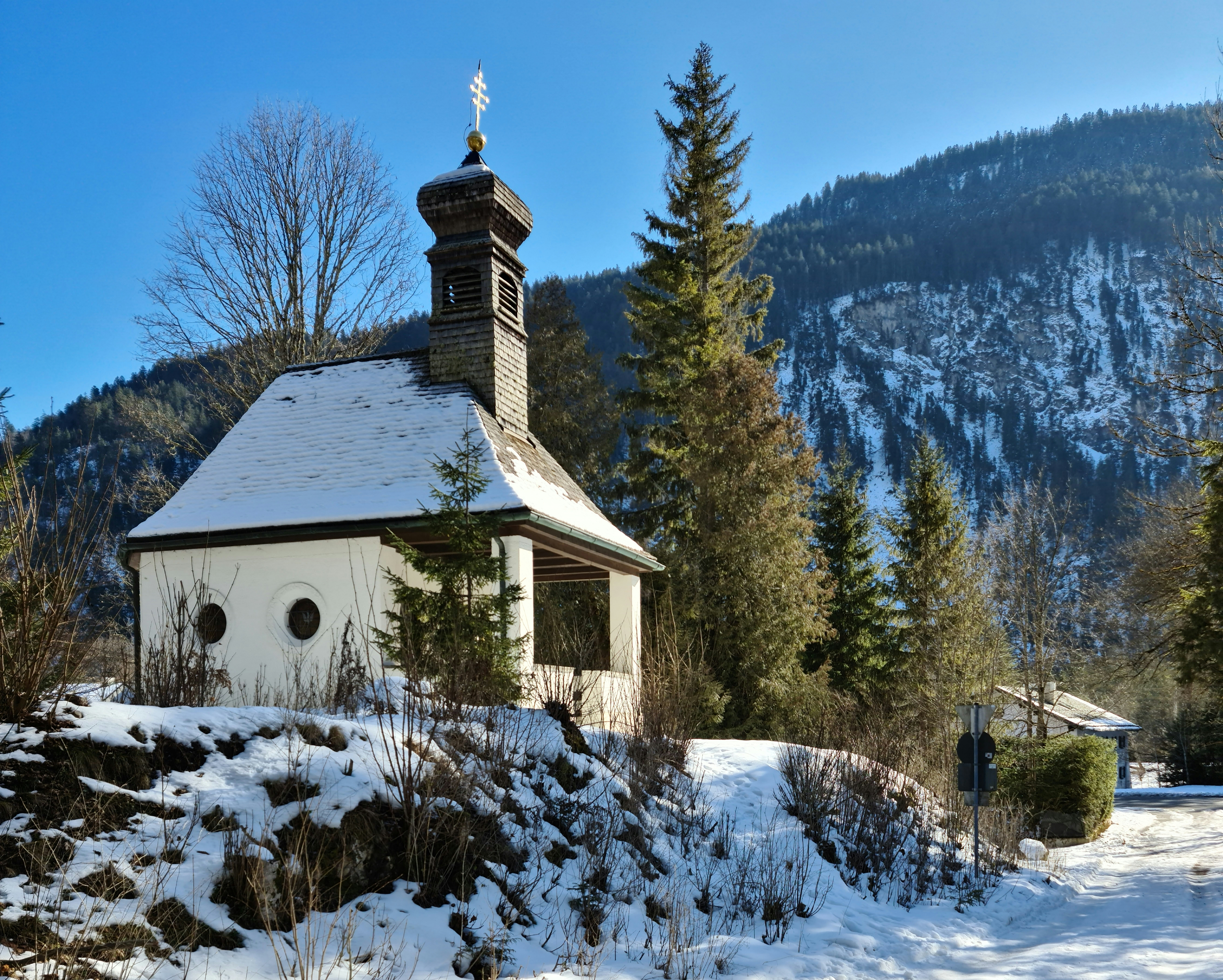
Mariä-Heimsuchungs-Kapelle